# Lista de distritos de Santo Ângelo

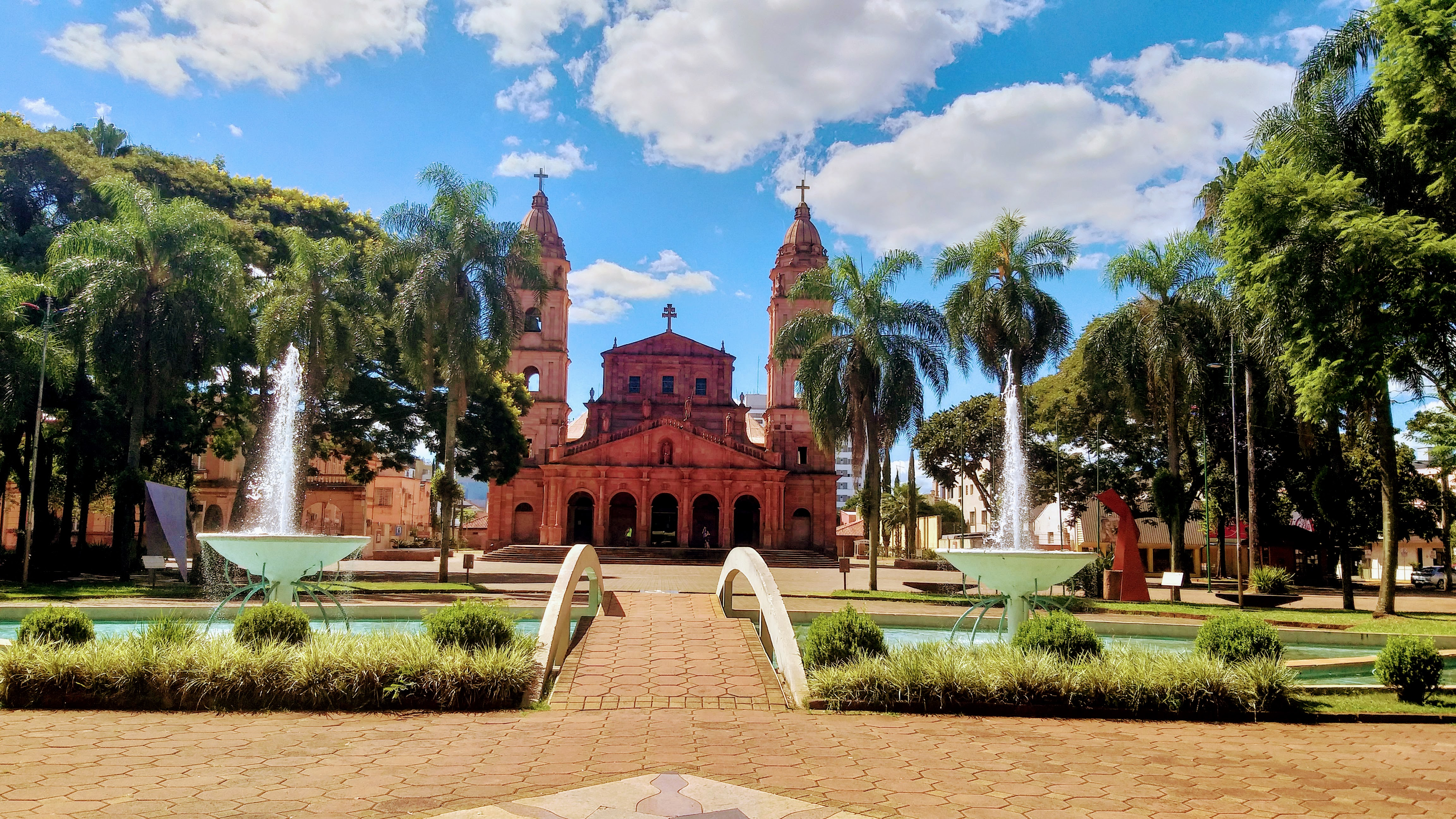
Catedral Angelopolitana a partir da Praça Pinheiro Machado, no Centro Histórico, distrito-sede de Santo Ângelo.

Essa é a lista de distritos de Santo Ângelo, que são uma divisão oficial do município brasileiro supracitado, localizado no interior do estado do Rio Grande do Sul. As subdivisões estão de acordo com dados dos censos demográficos realizados pelo Instituto Brasileiro de Geografia e Estatística (IBGE). O distrito-sede, que é onde se encontram muitos dos bairros de Santo Ângelo e o Centro Histórico da cidade, foi criado pela lei provincial nº 335 de 14 de janeiro de 1857, com terras pertencentes a Cruz Alta (então Santa Cruz) e São Borja.
Santo Ângelo foi elevada à categoria de vila pela lei provincial nº 835 de 22 de março de 1873. Desde então, ocorreram a criação e desmembramento de diversos distritos do município, sendo que a última emancipação foi de Entre-Ijuís, desmembrado em 13 de abril de 1988. De acordo com o IBGE, restavam 15 distritos em 2022, sendo que o distrito-sede era o mais populoso, contando com 72 268 habitantes, seguido por Buriti, com 663 moradores.

## Distritos de Santo Ângelo
| Distrito                     | Código IBGE | Habitantes (2022) | Domicílios particulares (2022) | Data de criação        |         |           |     |     |                     |
| ---------------------------- | ----------- | ----------------- | ------------------------------ | ---------------------- | ------- | --------- | --- | --- | ------------------- |
| Distrito                     | Código IBGE | Habitantes (2022) | Domicílios particulares (2022) | Data de criação        | Atafona | 431750907 | 608 | 243 | 9 de agosto de 1988 |
| Buriti                       | 431750910   | 663               | 267                            | 17 de julho de 1956    |         |           |     |     |                     |
| Colônia Municipal            | 431750920   | 403               | 160                            | 20 de março de 1978    |         |           |     |     |                     |
| Comandaí                     | 431750925   | 359               | 145                            | 20 de março de 1978    |         |           |     |     |                     |
| Cristo Rei                   | 431750933   | 281               | 116                            | 26 de dezembro de 1991 |         |           |     |     |                     |
| Lajeado Cerne                | 431750941   | 240               | 94                             | 25 de setembro de 1984 |         |           |     |     |                     |
| Lajeado Micuim               | 431750970   | 132               | 52                             | 29 de março de 1994    |         |           |     |     |                     |
| Ressaca Buriti               | 431750948   | 205               | 71                             | 25 de julho de 1991    |         |           |     |     |                     |
| Restinga Seca                | 431750942   | 366               | 163                            | 25 de setembro de 1984 |         |           |     |     |                     |
| Rincão dos Mendes            | 431750943   | 492               | 188                            | 12 de dezembro de 1993 |         |           |     |     |                     |
| Rincão dos Meotti            | 431750946   | 170               | 72                             | 27 de agosto de 2002   |         |           |     |     |                     |
| Rincão dos Roratos           | 431750947   | 264               | 103                            | 12 de abril de 1993    |         |           |     |     |                     |
| Santo Ângelo (distrito-sede) | 431750905   | 72 268            | 27 835                         | -                      |         |           |     |     |                     |
| Sossego                      | 431750955   | 130               | 47                             | 12 de abril de 1993    |         |           |     |     |                     |
| União                        | 431750960   | 336               | 133                            | 12 de abril de 1993    |         |           |     |     |                     |

## Subdistritos de Santo Ângelo
O distrito-sede está dividido em 18 Unidades Administrativas de Planejamento Urbano (UPLANs), criadas pela lei municipal nº 3.026 de 2 de janeiro de 2007. Tais UPLANs são consideradas como subdistritos pelo IBGE.
| Subdistrito | Código IBGE | Habitantes (2022) | Domicílios particulares (2022) |         |             |        |       |
| ----------- | ----------- | ----------------- | ------------------------------ | ------- | ----------- | ------ | ----- |
| Subdistrito | Código IBGE | Habitantes (2022) | Domicílios particulares (2022) | UPLAN 1 | 43175090501 | 10 908 | 4 722 |
| UPLAN 2     | 43175090502 | 1 974             | 814                            |         |             |        |       |
| UPLAN 3     | 43175090503 | 2 408             | 873                            |         |             |        |       |
| UPLAN 4     | 43175090504 | 3 543             | 1 413                          |         |             |        |       |
| UPLAN 5     | 43175090505 | 4 002             | 1 505                          |         |             |        |       |
| UPLAN 6     | 43175090506 | 3 655             | 1 356                          |         |             |        |       |
| UPLAN 7     | 43175090507 | 3 758             | 1 483                          |         |             |        |       |
| UPLAN 8     | 43175090508 | 3 217             | 1 323                          |         |             |        |       |
| UPLAN 9     | 43175090509 | 1 627             | 641                            |         |             |        |       |
| UPLAN 10    | 43175090510 | 3 637             | 1 375                          |         |             |        |       |
| UPLAN 11    | 43175090511 | 1 604             | 563                            |         |             |        |       |
| UPLAN 12    | 43175090512 | 2 495             | 926                            |         |             |        |       |
| UPLAN 13    | 43175090513 | 5 356             | 2 055                          |         |             |        |       |
| UPLAN 14    | 43175090514 | 7 227             | 2 425                          |         |             |        |       |
| UPLAN 15    | 43175090515 | 10 211            | 3 892                          |         |             |        |       |
| UPLAN 16    | 43175090516 | 3 125             | 1 207                          |         |             |        |       |
| UPLAN 17    | 43175090517 | 2 525             | 918                            |         |             |        |       |
| UPLAN 18    | 43175090518 | 996               | 344                            |         |             |        |       |